# Chiastopsylla coraxis
Chiastopsylla coraxis är en loppart som beskrevs av De Meillon 1942. Chiastopsylla coraxis ingår i släktet Chiastopsylla och familjen Chimaeropsyllidae. Inga underarter finns listade i Catalogue of Life.